# Dynamic Systems Development Method

Dynamic Systems Development Method

Dynamic Systems Development Method (DSDM) är en systemutvecklingsmetod som är baserad på Rapid Application Developmentmetodiken (RAD) där prototyping ses som viktigare än detaljerad planering. Metoden är inkrementell och iterativ med en nära kunddialog för att få fram affärssystem med rätt funktionalitet i rätt tid. 
Metoden utarbetades i början av 1990-talet (första versionen kom 1995) och förvaltas av ett konsortium. 
Metoden är ett exempel på en agil systemutvecklingsmetod.